# العلاقات البوتانية الفانواتية
العلاقات البوتانية الفانواتية هي العلاقات الثنائية التي تجمع بين بوتان وفانواتو.

## مقارنة بين البلدين
هذه مقارنة عامة ومرجعية للدولتين:
| وجه المقارنة                                              | بوتان          | فانواتو                                  |
| --------------------------------------------------------- | -------------- | ---------------------------------------- |
| المساحة (كم2)                                             | 38.39 ألف      | 12.19 ألف                                |
| عدد السكان (نسمة)                                         | 807.61 ألف     | 276.24 ألف                               |
| الكثافة السكانية (ن./كم²)                                 | 21.04          | 22.66                                    |
| العاصمة                                                   | تيمفو          | بورت فيلا                                |
| اللغة الرسمية                                             | لغة دزونكا     | اللغة البسلاما، لغة فرنسية، لغة إنجليزية |
| العملة                                                    | نغولترم بوتاني | فاتو فانواتي                             |
| الناتج المحلي الإجمالي (بليون دولار)                      | 2.51 مليار     | 862.88 مليون                             |
| الناتج المحلي الإجمالي (تعادل القوة الشرائية) بليون دولار | 6.49 مليار     | 790.76 مليون                             |
| الناتج المحلي الإجمالي الاسمي للفرد دولار أمريكي          | 2.66 ألف       | 2.81 ألف                                 |
| الناتج المحلي الإجمالي للفرد دولار أمريكي                 | 7.82 ألف       | 3.03 ألف                                 |
| مؤشر التنمية البشرية                                      | 0.605          | 0.594                                    |
| رمز المكالمات الدولي                                      | +975           | +678                                     |
| رمز الإنترنت                                              | .bt            | .vu                                      |
| المنطقة الزمنية                                           | ت ع م+06:00    | ت ع م+11:00                              |

## منظمات دولية مشتركة
يشترك البلدان في عضوية مجموعة من المنظمات الدولية، منها:
| علم المنظمة | اسم المنظمة                        | تاريخ انضمام بوتان | تاريخ انضمام فانواتو |
| ----------- | ---------------------------------- | ------------------ | -------------------- |
|             | يونسكو                             | 13 أبريل 1982      | 10 فبراير 1994       |
|             | مؤسسة التمويل الدولية              | 1 ديسمبر 2003      | 28 سبتمبر 1981       |
|             | بنك التنمية الآسيوي                | 1982               | 1981                 |
|             | منظمة حظر الأسلحة الكيميائية       | ?                  | ?                    |
|             | مؤسسة التنمية الدولية              | 28 سبتمبر 1981     | 28 سبتمبر 1981       |
|             | وكالة ضمان الاستثمار متعدد الأطراف | 21 أكتوبر 2014     | 27 يوليو 1988        |
|             | الاتحاد البريدي العالمي            | ?                  | ?                    |
|             | الاتحاد الدولي للاتصالات           | 15 سبتمبر 1988     | 30 مارس 1988         |
|             | الأمم المتحدة                      | 21 سبتمبر 1971     | 15 سبتمبر 1981       |
|             | البنك الدولي للإنشاء والتعمير      | 28 سبتمبر 1981     | 28 سبتمبر 1981       |

## وصلات خارجية
- موقع وزارة الخارجية البوتانية